# Вугілля/Майнінг

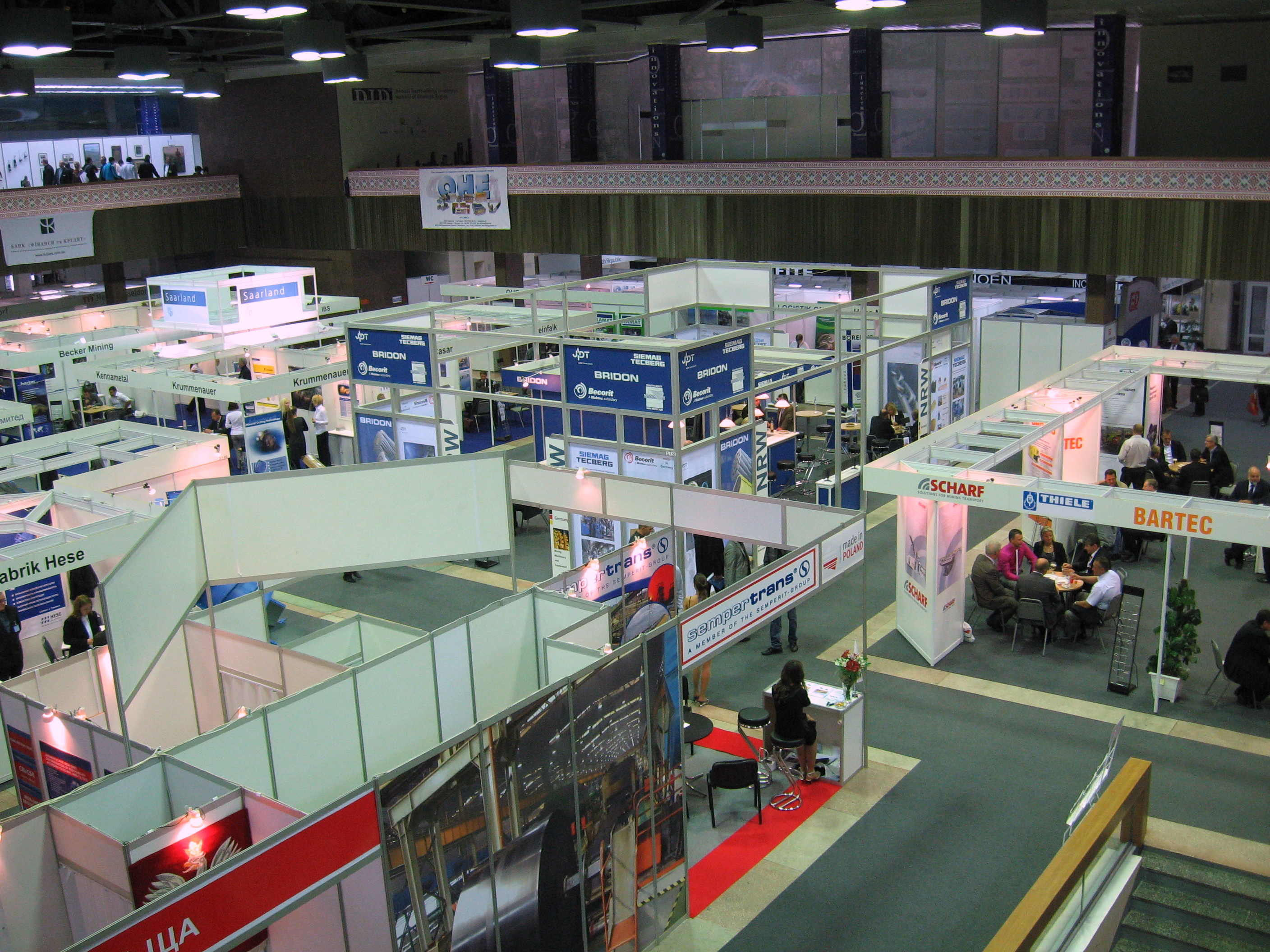
Внутрішня експозиція 11-ї виставки (2010)

«Вугілля/Майнінг» (рос. «Уголь/Майнинг», англ. «Ugol & Mining») — єдина в Україні міжнародна спеціалізована виставка вугледобувних та переробних технологій і обладнання, що охоплює всю структуру галузі — від розвідки до кінцевого споживача вугільної продукції, єдиний вугільний форум України і один з найбільших у країнах ближнього та дальнього зарубіжжя. Виставка проводиться в місті Донецьк у виставковому центрі «Експодонбас» один раз на два роки у вересні і стає значимою подією в житті регіону і країни. Соорганізатором виставки є німецька компанія «Мессе Дюссельдорф». Виставку відвідують представники керівництва країни та галузі, Донецької облдержадміністрації, міста, представники закордонних представництв та асоціацій.
Участь у виставці беруть провідні компанії України, країн СНД і дальнього зарубіжжя, що розробляють, виробляють, постачають сучасне обладнання, інструмент, матеріали для гірничодобувного і переробного комплексу, надають послуги в сфері фінансування, страхування, впровадження передових технологій в галузі.

Зростання кількості учасників виставки по роках

Кількість учасників виставки зростає щороку і зростає також представництво вітчизняних експонентів. Збільшується також представництво зарубіжних країн — з 6 у 2002 році до 15 у 2010 році.
Протягом чотирьох днів виставку відвідують близько 20 тис. відвідувачів. Серед них керівники, фахівці об'єднань, управлінь, шахт і крупних промислових підприємств; представники компаній країн дальнього зарубіжжя, науково-технічні робітники, викладачі та студенти гірничих вузів.
Проведення виставки супроводжується діловою програмою: конференції, семінари, круглі столи торкаються самих важливих проблем вугільної галузі.
Конференція «Сучасні технології і обладнання для видобування вугілля підземним способом», круглі столи «Підвищення безпеки ведення гірничих робіт» і «Технічне переозброєння топливно-енергетичного комплексу України», семінари «Технології енергозбереження на підприємствах вугільної промисловості» та «Нове обладнання ГШО і сучасні технології його виготовлення» і багато інших завжди викликають інтерес учасників, запрошених і преси.

## 11-а виставка (2010)
У 2010 році участь у виставці «Вугілля/Майнінг» взяли 494 компанії з 16 країн — України, Росії, Казахстану, Білорусі, Німеччини, Польщі, Чехії, Великої Британії, США, Туреччині, Словаччини, ПАР, Ізраїлю, Китаю, Норвегії, Данії — які на загальній площі 19310 м² продемонстрували свою продукцію, сучасні технології і промислові зразки, багато з яких були діючими. Виставка проходила у двох павільйонах і на відкритій площадці. За чотири дні виставку відвідали 18160 фахівців.
Вперше на цій виставці було організовано корпоративний стенд Міністерства вугільної промисловості, до складу якого увійшли провідні шахти і об'єднання (Макіїввугілля, Добропіллявугілля, Селидіввугілля, ДВЕК та ін.), науково-дослідні інститути (ДонВУГІ, МакНДІ, Дондіпровуглемаш, Автоматгірмаш, УкрНДІВЕ, УкрНДМІ та ін.). За підтримки Мінвуглепрому було оформлено спеціальну експозицію «Вугільна галузь: вчора, сьогодні, завтра».
На виставці були широко представлені українські підприємства: НПК «Гірничі машини», ВАТ «Дружківський машинобудівельний завод», ЗАТ «Горлівський машинобудівельник», ВАТ «Донецькгірмаш», ХМЗ «Світло Шахтаря», Ясинуватський машзавод, Луганський завод гірничого машинобудування, НГМЗ-БУР, Макіївський завод шахтної автоматики, Новокраматорський машзавод, а також багато компаній суміжних галузей. Російські виробники були представлені підприємствами: ВАТ «Каменський машзавод», Томський електромеханічний завод ім. Вахрушева, Юргінський машзавод, «Курскрезинотехника», Новосибірський механічний завод «Искра», Шахтинський завод ГШО і багатьма іншими.
Доволі широко представлені німецькі виробники, продукція яких користується стійким попитом на світових ринках гірничошахтного обладнання і набуває популярності й на вітчизняних гірничодобувних підприємствах: Becorit, Bucyrus Europe, Evonik New Energies, Hauhinco Maschinenfabrik, Hazemag & EPR, Herrenknecht, Siemag Tecberg, Thiele та ін. Продукція польських виробників також не є новинкою для українських промисловців: GLINIK, Famur Group, Kopex, Carboautomatyka S.A., Polska Technika Gornicza та ін.